# سیارک ۱۹۵۷۲
سیارک ۱۹۵۷۲ (به انگلیسی: 19572 Leahmarie، نامگذاری:1999LE11) نوزده هزار و پانصد و هفتاد و دومین سیارک کشف شده‌است که در ۸ ژوئن ۱۹۹۹ کشف شد.
قدر مطلق سیارک برابر ۱۰.۷ است.